# Енгелхард I фон Франкенщайн
Енгелхард I фон Франкенщайн (на немски: Engelhard I von Frankenstein; * пр. 1313; † сл. 1326) е господар на Франкенщайн в Оденвалд.

## Произход
Той е единственият син на Фридрих фон Франкенщайн († сл. 1292) и съпругата му Елизабет († сл. 1275/сл. 1290). Внук е на Конрад II Райц фон Бройберг († 1264) и Елизабет фон Вайтерщат († сл. 1275). Племенник е на рицар Конрад I фон Франкенщайн (II) († сл. 1292) и Лудвиг фон Франкенщайн († 1290).

## Деца
Енгелхард I има един син:
- Енгелхард II фон Франкенщайн (* пр. 1327; † сл. 1335), рицар, женен за Клара († сл. 1332)